# Cochisea sinuaria
Cochisea sinuaria là một loài bướm đêm trong họ Geometridae.